# Herb gminy Jeżów Sudecki
Herb gminy Jeżów Sudecki – symbol gminy Jeżów Sudecki.

## Wygląd i symbolika
Herb przedstawia na tarczy w polu błękitnym wizerunek czarnego świerku na zielonym wzgórzu, pod nim stylizowany dziewięćsił w kolorze piaskowym, natomiast przed świerkiem biały szybowiec. Całość wieńczy czarna nazwa gminy „JEŻÓW SUDECKI” na białym tle. 